# Naarda laufellalis
Naarda laufellalis är en fjärilsart som beskrevs av Walker 1859. Naarda laufellalis ingår i släktet Naarda och familjen nattflyn. Inga underarter finns listade i Catalogue of Life.